# Mutiny (film 1917)
Mutiny è un film muto del 1917 scritto e diretto da Lynn F. Reynolds.

## Trama
Benché sia innamorata di Caleb Tilden, Esther Whitaker è stata promessa da suo padre, il proprietario di un veliero, a Jacob Babcock, il primo ufficiale della nave. Su suggerimento del nonno, la giovane sposa segretamente l'amato Caleb. Ma, quando rimane incinta, suo padre crede che lei abbia disonorato il loro nome e la prende a bordo con sé. Sospettando la verità, Babcock affronta Caleb: tra i due uomini nasce una lotta nella quale il giovane ha la peggio e viene lasciato come morto dal suo avversario. In realtà, Caleb è stato appena colpito e quando si riprende, vede allontanarsi con angoscia la nave che ha a bordo Esther prigioniera. Nel frattempo, Whitaker cerca di forzare la figlia a sposare Babcock, ma, davanti alla strenua opposizione di lei, abbandona alla fine il progetto di quel matrimonio. Nel corso del viaggio, Esther partorisce il bambino. Ormai sulla via del ritorno, mentre stanno per arrivare in porto, Babcock si mette alla testa dell'equipaggio che si è ammutinato. Whitaker viene ucciso. Scoppia una forte tempesta che fa affondare la nave. Caleb, alla testa di una squadra di salvataggio, salva dal naufragio Esther e il loro bambino.

## Produzione
Il film, il cui titolo del soggetto originale era The Cruise of the Aldenn Besse, fu prodotto dall'Universal Film Manufacturing Company (come Bluebird Photoplays).

## Distribuzione
Distribuito dall'Universal Film Manufacturing Company (Bluebird Photoplays), il film uscì nelle sale cinematografiche USA il 12 marzo 1917.